# المخابرات الحربية في باكستان
إدارة المخابرات الحربية، تشتهر «بالمخابرات الحربية» وتُختصر"MI"، هي الذراع المخابراتي للجيش الباكستاني مقرها الرئيس في راولپندي، پاكستان.
على عكس المخابرات الپاكستانية، تتألف المخابرات الحربية بالكامل من الضباط بزي غير عسكري مكلفون بجمع معلومات عن الهجمات المضادة للمتمردين، تحديد والقضاء على الخلايا النائمة، العملاء الأجانب والعناصر الأخرى المعادية للدولة داخل پاكستان، وتشمل لكنها لا تقتصر على التحقيق في التجسس العسكري.

## وصلات خارجية
- Inter-Services Intelligence Official Website
- Pakistan Security Research Unit (PSRU)